# SUNまりんバス
SUNまりんバス（上天草市大矢野地域循環バス）は、熊本県上天草市大矢野地区（旧大矢野町）において同市が運行するコミュニティバスの愛称である。2008年10月1日より運行開始。

## 概説
上循環線・中循環線・登立循環線の3路線からなる。それまで大矢野地区には三角産交（三角駅）から各方面へそれぞれ直通の路線を設定していたが、これらのコミュニティ路線開設により、三角（一部三角病院発着）からの路線は登立を経てさんぱーるまでのシャトル便1路線に整理、ここで各方面への乗り継ぎという形になった。また、三角 - 瀬高、松島、蔵々漁港、下山間の各路線も同様にさんぱーる発着の支線に置き換えられ（これらは一般路線として存置）、三角方面からはここで乗換が必要になった。

## 運行ルート
1：■上循環線
さんぱーる - 天草四郎公園前 - 寺尾 - 大矢野庁舎前 - 西田端 - 古野 - 上公民館前 - 江樋戸 - 小波止（鳩の釜） - 野釜入口 - 野釜大橋 - 野釜 - 南入口 - 南（野釜） - 南入口 - 野釜 - 野釜大橋 - 七ツ割 - 七ツ割入口 - 弓ヶ浜 - 大串橋 - 串 - 東串 - 女ヶの串 - 賎の女 - 向道 - そべ石 - 寄船 - 札の木 - 大矢野郵便局前 - 田端 - 大矢野庁舎前 - 寺尾 - 天草四郎公園前 - さんぱーる
2：■中循環線
さんぱーる - スパタラソ - 江樋戸漁協前 - 上公民館前 - 古野 - 西田端 - 大矢野庁舎前 - 寺尾 - 宮島 - 村 - 高田 - 越の浦 - 池の迫 - 大矢野高校前 - 野米 - 小瀬戸 - 亀の迫 - 柳東 - 市原屋前 - 柳（大矢野） - 宮本記念公園前 - 農免道入口 - 鮗ヶ浦 - 三把浦 - 江後（大矢野） - さんぱーる
3：■登立循環
さんぱーる - 天草四郎公園前 - 寺尾 - 大矢野庁舎前 - 田端 - 大矢野郵便局前 - 宮の前（大矢野） - 登立小学校前 - 尾越の崎 - 四郎丸 - 塔の崎 - 大潟 - 渕ヶ浦 - 治郎田 - 荒木浜東 - 荒木浜中間 - 荒木浜西 - 越の浦 - 高田 - 村 - 宮島 - 天草四郎公園前 - さんぱーる

### ダイヤ
- ■上循環線（野釜経由）
  - 平日　：右・左とも1日2便
  - 土日祝 ：右回り2便、左回り1便
- ■中循環
  - 平日　：右回り5便、左回り4便
  - 土日祝 ：右回り3便、左回り3便
- ■登立循環
  - 平日のみ右回り2便、左回り1便　　※土日祝日は運行しない

## 運行会社・運賃
- 運行は産交バス天草営業所に委託している。
- 運賃はどこまで乗っても中学生以上の大人が150円、小学生以下の子供は80円均一である。
- SUNQパス（全種類）・各社共通1日乗車券「わくわく1dayパス」（熊本県内版）・くまモンのIC CARD・天草乗り放題きっぷ（2日券・3日券）・クレジットカード等によるタッチ決済でも利用可能。
- SUNまりんバス専用回数券がある。（10枚綴りで、中学生以上の大人が1,000円、小学生専用が500円。車内、三角バスセンター（旧：産交バス三角営業所窓口）で販売）

## 車両
- 日野・リエッセ